# Ceriagrion ignitum
Ceriagrion ignitum е вид водно конче от семейство Coenagrionidae. Видът не е застрашен от изчезване.

## Разпространение
Разпространен е в Гана и Демократична република Конго.